# 擬聲吟唱
擬聲吟唱（英語：Scat）是一種即興的歌唱表演方式，通常運用一些隨意的單字或無意義的音節發聲演唱。擬聲吟唱讓歌手即興唱出旋律和節奏，製造相當於獨奏樂器的聲音。

## 結構和音節的選擇
擬聲吟唱使旋律線在音階、琶音以及曲式等產生變化。例如艾拉·費茲潔拉（Ella Fitzgerald）的《月亮有多高》，使用相同的節奏，開始是直接演唱，然後到一個擬聲合唱，然後再到擬聲吟唱本身.。梅爾·托姆（Mel Tormé）亦在建立擬聲吟唱編曲上十分出色。
音節的選擇亦十分重要，因為其選擇會影響音樂上的銜接、著色，以及共振。音節的選擇也決定歌手的個人風格：貝蒂·卡特 （Betty Carter ）傾向於使用“louie-ooie-la-la-la”，即边近音，而莎拉·沃恩倾向于使用“shoo-doo-shoo-bee-ooo-bee”，即擦音、塞音、开元音的组合。音節的選擇也可以用來模仿或反映不同樂器的聲音。

## 幽默
幽默（Humor）也是擬聲吟唱另一個重要的因素。凱伯·凱洛威（Cab Calloway）是使用幽默擬聲吟唱的一個例子。另一個幽默擬聲吟唱的例子是斯利姆·蓋拉德（Slim Gaillard）、利奧·沃森（Leo Watson）和巴姆·布朗（Bam Brown）在1945年推出的“Avocado Seed Soup Symphony”。他們運用了多個“Avocado”的變化。幽默擬聲吟唱亦可以透過引用其他音樂做成的，利奧·沃森（Leo Watson）便經常引用兒歌的旋律。艾拉·費茲潔拉（Ella Fitzgerald）於1960年在柏林現場錄製的“How High the Moon”引述了十幾首歌曲，包括“The Peanut Vendor”、“Heat Wave”、“A-Tisket, A-Tasket”和“Smoke Gets in Your Eyes”。

## 歷史

### 起源
雖然路易斯·阿姆斯特朗的1926年錄製的“Heebie Jeebies”通常被認為是第一首運用擬聲吟唱的歌，但這首歌之前有很多其他的例子。例如基因·格林（Gene Greene） 的“King of the Bungaloos”。艾爾·喬森（艾爾·喬遜）於1911年錄製的“That Haunting Melody”。基因·格林的1917年“From Here to Shanghai”、基因·羅廸米克（Gene Rodemich）的1924年“Scissor Grinder Joe”和“Some of These Days”都是在路易斯·阿姆斯特朗的“Heebie Jeebies”之前出現.Cliff “Ukulele Ike” Edwards 在他的1923年“Old Fashioned Love”以擬聲吟唱代替樂器獨奏其中一個早期使用擬聲吟唱的女歌手是艾琳·斯坦利（Aileen Stanley）。她與比利·穆雷（Billy Murray）在1924年錄製的of “It Had To Be You”(Victor 19373).

## 引用
- Berliner, Paul, , Chicago: University of Chicago Press, 1994, ISBN 978-0-226-04381-4.
- Crowther, Bruce; Pinfold, Mike, , London: Miller Freeman Books, 1997, ISBN 0879305193.
- Edwards, Brent Hayes, , Critical Inquiry 28 (3), 2002, 28 (3): 618–649, ISSN 0093-1896, doi:10.1086/343233. Brief excerpt available online.
- Friedwald, Will, , New York: Charles Scribner's Sons, 1990, ISBN 0684185229.
- Giddins, Gary, , Da Capo Press, 2000, ISBN 0306809877.
- Grant, Barry Keith, , Gabbard, Krin  (编), , Durham, North Carolina: Duke University Press, 1995, ISBN 9780822315940.
- Higgins, Dick, , Kostelanetz, Richard; Scobie, Stephen  (编), , Archae Editions, 1985  [2010-05-31], ISBN 0932360637, （原始内容存档于2010-09-14）.
- Hill, Michael, ,   [2010-05-31], （原始内容存档于2011-08-20）.
- Leonard, Neil, , Black American Literature Forum 20 (1/2), Spring–Summer 1986, 20 (1/2): 151–159, ISSN 0148-6179.
- Nicholson, Stuart, , Da Capo Press, 1993, ISBN 0306806428.
- Pressing, Jeff, , Sloboda, John  (编), , Oxford: Clarendon Press, 1988, ISBN 978-0198508465.
- Robinson, J. Bradford, , Macy, L.  (编), . Accessed October 30, 2007.
- Stewart, Milton L., , Jazzforschung/Jazz Research 19, 1987, 19: 61–76, ISSN 0075-3572.

## 外部連結
Video Examples:
- Ella Fitzgerald, "One Note Samba" （页面存档备份，存于）, 1969
- Ella Fitzgerald & Sammy Davis, Jr., "S'Wonderful" （页面存档备份，存于）
- Sarah Vaughan & Wynton Marsalis, "Autumn Leaves" （页面存档备份，存于）